# نهر داوسون

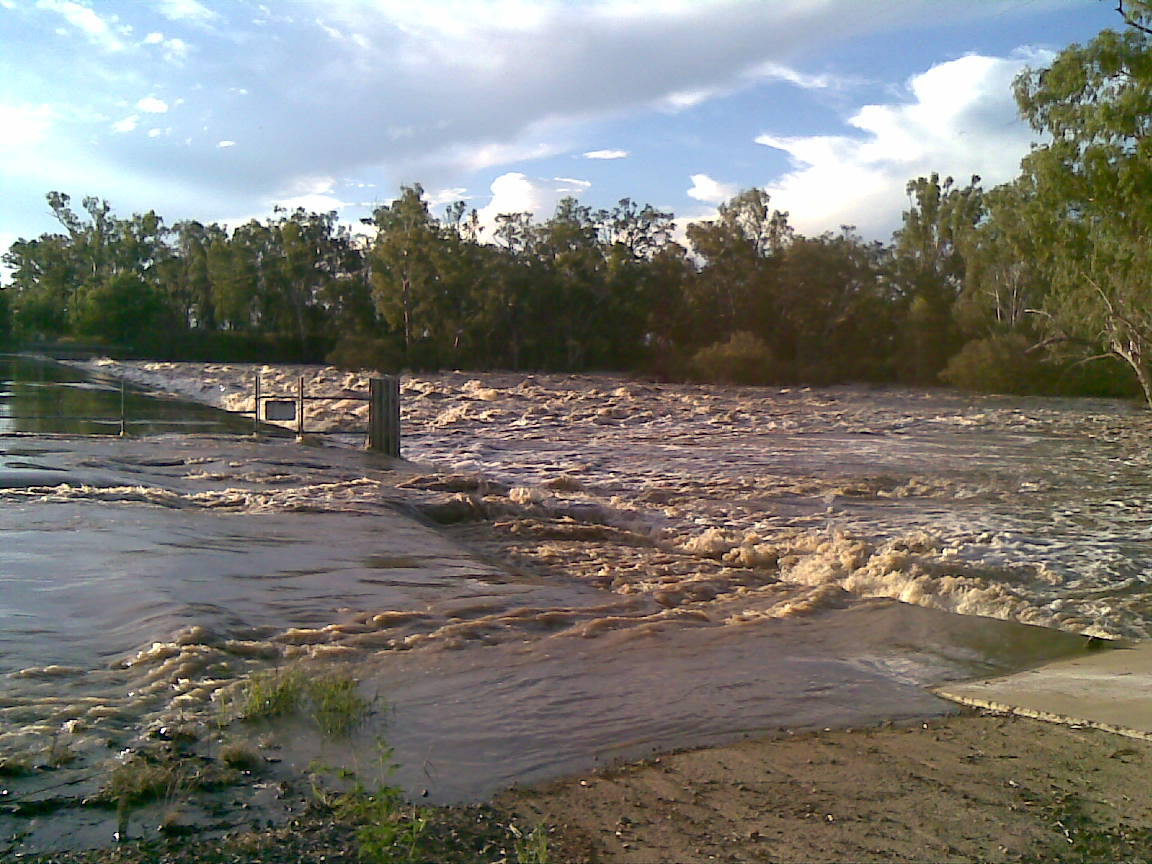
نهر داوسون
نهر داوسون بالإنجليزية (Dawson River): نهر يتواجد بشرق كوينزلاند بأستراليا, ينشأ من منطقة كارنارفون Carnarvon ثم يجري إلى الجنوب الشرقي لمسافة تقارب 400 ميل, حيث يلتقي مع نهر ماكنزي ليشكلان نهر فيتزروي شمال ديورنغا Duaringa, تقع على ضفاف النهر عدة مدن منها: بارالابا Baralaba ومدينة تيودور Theodore ومدينة تاروم, العديد من الُّسدود الصغيرة بُنيت على طول النهر لتزويد المياه لزراعة القطن وإنتاج الألبان في المنطقة, مساحة المسطح المائي للنهر بما فيها نهر Don دون 50800 كم2 تقريباً , النهر سُمي على اسم روبرت داوسون Robert Dawson أحد الداعمين لبعثة استكشاف المنطقة من قبل لودفيغ عام 1844.